# マタヌスカ・スシトナ・バレー
マタヌスカ・スシトナ・バレー（英語: Matanuska-Susitna Valley）は、別称：マッツー・バレー（Mat-Su Valley）で、アメリが合衆国アラスカ州の最大都市アンカレッジの北約56km（35マイル）にあり、アラスカ山脈の南、アラスカ州中南部の地域である。毎年パーマーで開催されるアラスカ・ステート・フェアで展示される世界記録の大きさのキャベツやその他の野菜で知られている。マタヌスカ川、クニック川、スシトナ川の、以前氷河に削られた渓谷を含む。マッツー・バレーの住民のうち11,000人が仕事のためにアンカレッジに通勤している（2008年現在）。アラスカで最も急成長している地域で、パーマー、ワシラ（Wasilla）、ビッグレイク、ヒューストン、ウィロー、サットン、タルキートナの各町が含まれる。もともとこの地域は主にデナイナ族とアトナ・アサバスカ語族の土地である。
マタヌスカ・スシトナ・バレーはアラスカ山脈、タルキートナ山脈、チュガッチ山脈の3つの山脈によって形成されている。ここは氷河によって削られ、何千もの湖が残っている。マタスー川と湖はキングサーモン、ギンザケ、ベニザケ、ピンクサーモン、シロザケの産卵地である。
マッツー・バレーは60,000平方キロメートルあり、マタヌスカ・スシトナ郡の管轄下にある。2020年国勢調査によると、同区の人口は107,081人で、2010年から21.7パーセント増加している。
ワシラは1917年にアラスカ鉄道が建設された際にデナイナ族の土地に設立された。同じくデナイナの土地にある旧クニックは、この谷で最初のブームタウンであり、ワシラよりも古い。1893年にはアラスカ商業会社（Alaska Commercial Company）がクニックに建設され、1898年には猟師や金鉱労働者が入植した。
タルキートナは1890年代後半に交易所が建設され、その後アラスカ鉄道が開通したことに始まる。今日、タルキートナは観光のホットスポットとして、またデナリ山に登る登山家の出発点として機能している。
マッツー・バレーは1818年にロシア人によって探検が行われた。
1935年、ニューディールの一環として、米国中西部から203の家族がアラスカに渡り、マタヌスカ・バレー・コロニー（Matanuska Valley Colony）を開始した。冬の寒さが似ていることから、特にミネソタ州、ウィスコンシン州、ミシガン州から家族が選ばれた。
1939年のアラスカ開発に関するスラッテリー報告書（Slattery Report）では、この地域はユダヤ人移民によって新しい入植地が設立される地域のひとつとされていたが、この計画は実施されることはなかった。
また、この地域にはマタヌスカ・スシトナ・カレッジ（Matanuska–Susitna College）やマタスバレー・フロンティアーズマン紙（Mat-Su Valley Frontiersman）がある。

## 参照項目
- マタヌスカ・スシトナ郡
- アンカレッジ
- グースベイ飛行場（英語版）